# Mega Man X Legacy Collection 1 + 2
Mega Man X Legacy Collection 1 + 2 (Rockman X Anniversary Collection en Japón) es una colección de la saga Mega Man X desarrollados y distribuidos por Capcom, dividido en dos discos dentro de la misma caja, cada uno con cuatro juegos, con gráficos de alta definición y contenido adicional. El juego fue lanzado el 24 de julio de 2018.

## Contenido
El juego contiene dos discos, el primero de ellos, Mega Man X Legacy Collection 1 contiene Mega Man X, Mega Man X2, Mega Man X3, Mega Man X4 y el cortometraje animado The Day of Σ. El segundo disco, Mega Man X Legacy Collection 2 contiene Mega Man X5, Mega Man X6, Mega Man X7 y Mega Man X8. Los juegos presentan grandes cambios de sus versiones originales, gráficos en alta definición y mejor calidad de sonido, también se añadió la opción de jugar sus versiones estadounidenses o sus versiones japonesas, cada una con sus respectivos cambios que se realizaron en cada mercado. También se ha añadido la opción de Principiante, que reduce significativamente la dificultad del juego.

### X Challenge Mode
Ambos discos contiene un nuevo modo de juego llamado X Challenge Mode que consiste en enfrentar a dos jefes al mismo tiempo. El jugador debe elegir tres habilidades que usará durante las rondas de una limitada lista de habilidades. Las parejas de jefes están predefinidas y no se pueden cambiar.

### Museo
También incluye un museo donde se puede ver el arte conceptual de cada juego. También se pueden ver artículos coleccionables de Mega Man X, cómics, música, ropa y demás artículos.

## Recepción
Mega Man X Legacy Collection 1 + 2 se convirtió en el juego más vendido de la semana en Japón en su segunda semana de estreno, según un informe de Media Create, su versión para PlayStation 4 vendió 29,270 superando a Splatoon 2 y Mario Tennis Aces para Nintendo Switch.
El juego ha recibido en su mayoría críticas positivas, destacando los gráficos remasterizados que aún conservan la esencia clásica.